# Frank Stippler
Frank Stippler (* 9. April 1975 in Köln) ist ein deutscher Automobilrennfahrer. Zu seinen Erfolgen gehört der Sieg des Porsche Supercup 2003.

## Karriere
Frank Stippler startete seine Karriere im Alter von 18 Jahren in einem über drei Jahre selbst restaurierten und getunten, historischen Alfa Romeo und kam über einen Test in einem Ford Escort Cosworth von Tuner Wolf zum modernen Rennsport.
Er wurde im Porsche Carrera Cup in den Jahren 2000 und 2002 Vizemeister. 2001 nahm er mit dem Team Zakspeed in der Chrysler Viper GTS-R am 24-Stunden-Rennen auf dem Nürburgring teil. 2002 gewann er die „Autocar Drift Challenge“, eine Showveranstaltung, an der Rennfahrer aus vielen Rennserien einschließlich der Formel 1 teilnehmen. Im Jahre 2003 erreichte er seinen bisher größten Erfolg, als er auf seinem Porsche 996 GT3 Cup den Doppelsieg im Porsche Carrera Cup Deutschland und im Porsche Michelin Supercup errang.
Nachdem er im Jahre 2004 für Audi als Erprobungsfahrer arbeitete, in welchem er beim 24-Stunden-Rennen auf dem Nürburgring mit einem Abt-Audi TT-R zusammen mit Christian Abt, Karl Wendlinger und Patrick Huisman Platz vier belegte, konnte er 2005 im Audi A4 DTM den 14. Gesamtrang der DTM erringen. Sein mit Rang fünf bestes Saisonresultat erzielte der Audifahrer beim Saisonfinale auf dem Hockenheimring.

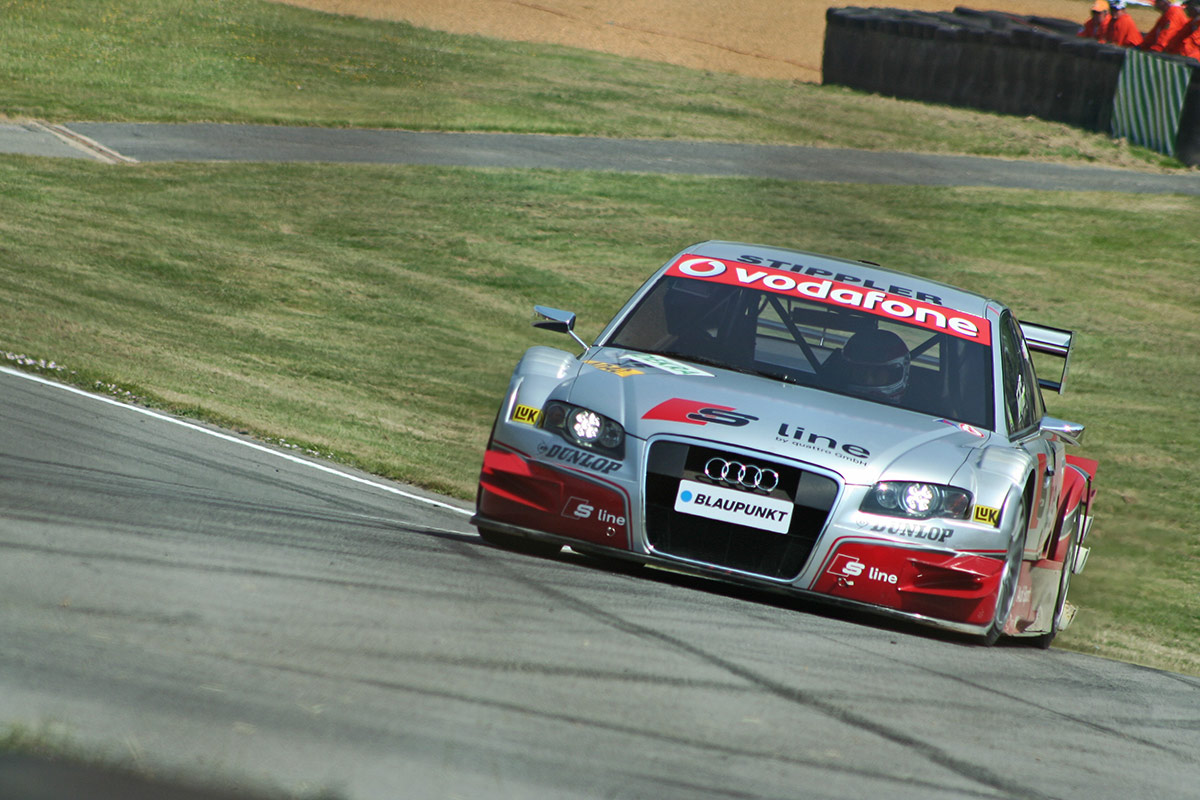
Frank Stippler auf einem Audi A4 bei der DTM in Brands Hatch, Juli 2006

Auch in der DTM-Saison 2006 war Stippler wieder mit einem Audi A4 aus dem Vorjahr am Start, er fuhr für das Audi Sport Team Rosberg. Ein Jahr später fuhr er in der schwedischen Tourenwagenmeisterschaft einen Audi RS4 und konnte dort einige Erfolge sammeln.
Für die Saison 2008 hat Stippler im ADAC GT Masters angeheuert. Hier fuhr er zunächst für HEICO Racing in einem Porsche 997 GT3 Cup S, mit welchem er ein Rennen am Nürburgring, zusammen mit Lance David Arnold, gewinnen konnte. Später wechselte er sporadisch zu Mühlner Motorsport, die ebenfalls einen Porsche 997 GT3 Cup S einsetzen.
Sein Hauptaugenmerk lag ab dem Jahr 2008 jedoch schon auf der Entwicklung des Audi R8 LMS, einem von Audi entwickelten Kundensport-Rennfahrzeug der GT3-Kategorie. Hier konnte sich der ausgebildete Mechaniker und Ingenieur voll einbringen und mit den verschiedenen Evolutionsstufen des Audi R8 viele nationale (VLN Nürburgring) und internationale Erfolge (FIA GT / Blancpain Endurance Series / Grand Am / 24-Stunden-Rennen Nürburgring, Spa-Francorchamps, Daytona) einfahren, die im Jahr 2012 in dem Gewinn der beiden wichtigsten 24-Stunden-Rennen für GT-Fahrzeuge am Nürburgring und in Spa-Francorchamps gipfelten.
Im Jahr 2013, seinem 10. Jahr in Diensten von Audi, startete er mit einem 2. Platz in der GT Kategorie beim 24-Stunden-Rennen von Daytona in die Saison, bei dem der Sieg nach 24 Stunden um den Wimpernschlag von 1,2 Sekunden verpasst wurde. Am Nürburgring erzielte er mit neuem Rundenrekord beim 24-Stunden-Rennen die Pole-Position und beendete das Rennen als bestplatzierter Audi auf Platz 5. 2013 bestritt er neben den 24-Stunden-Rennen in Nürburg, Spa-Francorchamps und Daytona die Läufe zur FIA GT Series, Blancpain Endurance Serie und VLN Nürburgring.
2019 folgte mit einem Audi R8 LMS GT3 von Team Phoenix ein erneuter Sieg beim 24-Stunden-Rennen auf dem Nürburgring.

## Privates
Frank Stippler lebt in Bad Münstereifel im Kreis Euskirchen. Er ist mit der Schauspielerin, Moderatorin und Rennfahrerin Eve Scheer verheiratet.